# Цакатл
Цакатл або амази́лія рудохвоста (Amazilia tzacatl) — вид серпокрильцеподібних птахів родини колібрієвих (Trochilidae). Мешкає в Мексиці, Центральній і Південній Америці.

## Опис

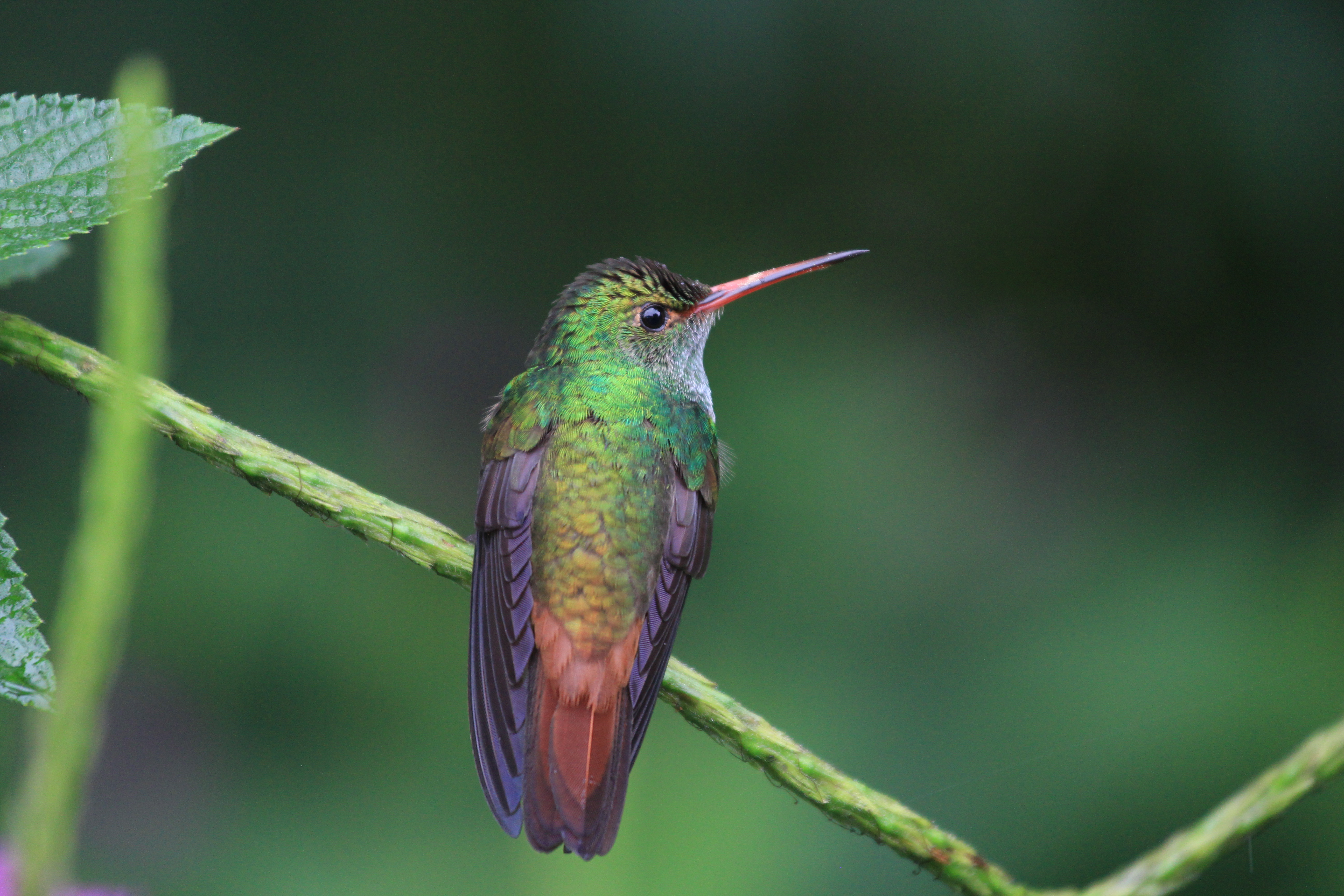
Цакатл (підвид A. t. tzacatl, Коста-Рика)

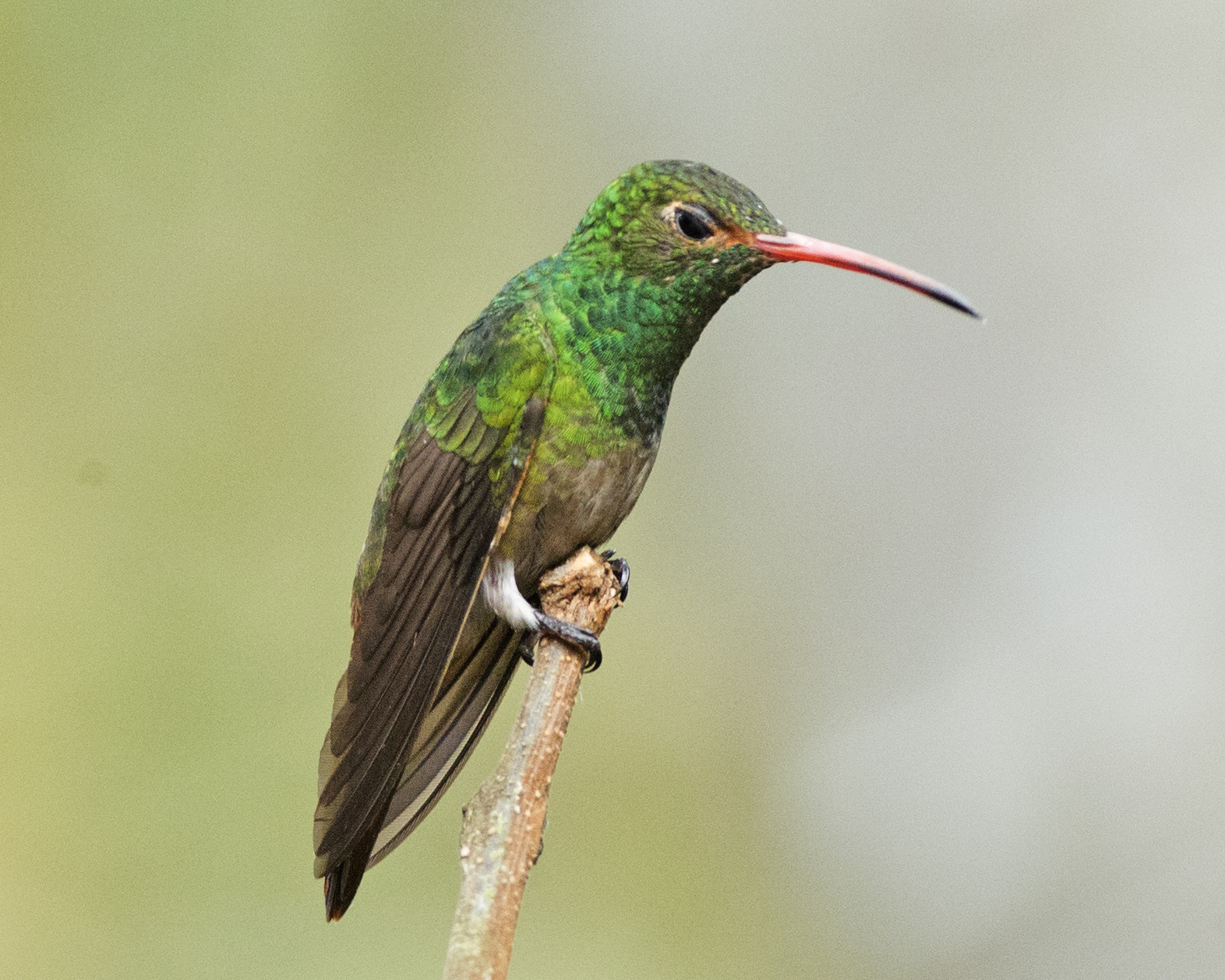
Цакатл (підвид A. t. jucunda, Еквадор)

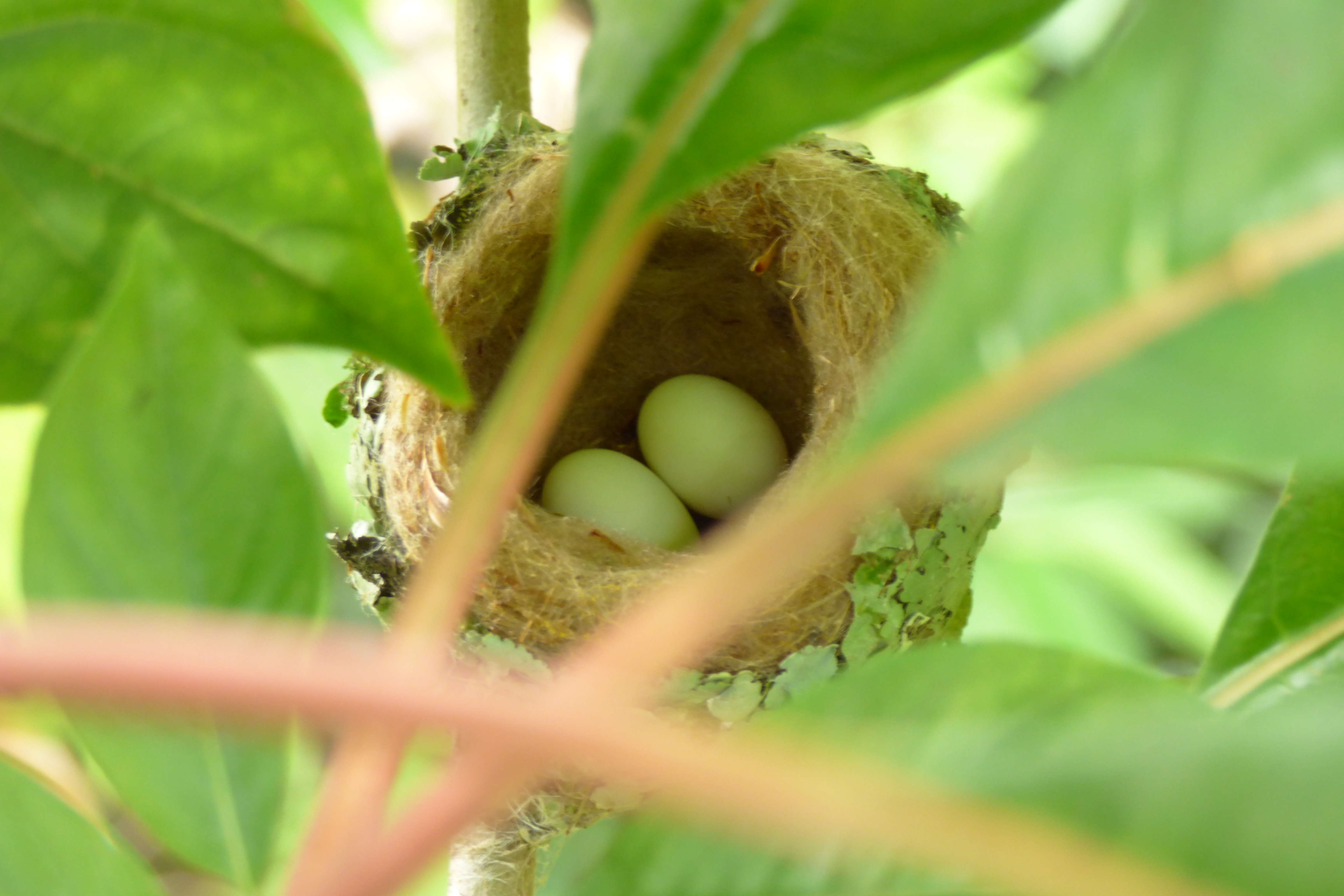
Гніздо цакатла

Довжина птаха становить 9-11 см. вага 5 г. У самців номінативного підвиду голова і верхня частина тіла зелене, передня частина обличчя і надхвістя каштанові. Хвіст каштановий, зовнішні опахала і кінчики стернові пер бронзово-зелені. Горло, верхня частина грудей і боки зелені, пера на горлі мають вузькі білі краї, що формують лускоподібний візерунок. Нижня частина грудей сіра, живіт білий, нижні покривні пера хвоста каштанові. Дзьоб червонувато-чорний, довжиною 20 мм.
У самиць нижня частина грудей блідіша, ніж у самців, а лускоподібний візерунок на горлі більш виражений. У молодих птахів нижня частина грудей і боки мають коричнюватий відтінок, а пера на нижній частині спини і надхвісті мають вузькі охристі кінчики.
Представники підвиду A. t. handleyi мають більші розміри, ніж представники номінативного підвиду, забарвлення у них більш темне. Представники підвиду A. t. fuscicaudata є меншими за представників номінативного підвиду, дзьоб у них більш товстий. У представників підвиду A. t. jucunda верхня частина дзьоба скоріше рожевувато-коричнева, ніж чорна, хвіст у них більш темно-сірий, а бронзово-зелені плями на стернових перах більш вузькі.  у представникіа підвиду A. t. brehmi дзьоб довший, ніж у представників підвиду A. t. fuscicaudata, а зелені плями на ньому менші, як у A. t. jucunda, крила і хвіст у них більш довгі.

## Підвиди
Виділяють п'ять підвидів:
- A. t. tzacatl (de la Llave, 1833) — від сходу центральної Мексики (південь Тамауліпасу) до центральної Панами;
- A. t. handleyi Wetmore, 1963 — острів Ескудо-де-Вераґуас[en] (на північний захід від Панами);
- A. t. fuscicaudata (Fraser, 1840) — від долин Кауки і Магдалени на заході і півночі Колумбії до західної Венесуели (Лара, Тачира);
- A. t. brehmi Weller & Schuchmann, 1999 — верхів'я річки Гюїза[en] в департаменті Нариньйо на південному заході Колумбії;
- A. t. jucunda (Heine, 1863) — південний захід Колумбії і захід Еквадору (на південь до Лохи), острів Горгона (на захід від Колумбії).

## Поширення і екологія
Цакатли мешкають в Мексиці, Гватемалі, Белізі, Гондурасі, Нікарагуа, Коста-Риці, Панамі, Колумбії, Еквадорі і Венесуелі. Вони живуть на узліссях тропічних лісів, на галявинах, в чагарникових і вторинних заростях, в рідколіссях, на плантаціях, в парках і садах. В Мексиці зустрічаються на висоті до 1200 м над рівнем моря, в Коста-Риці на висоті до 1860 м над рівнем моря, в Колумбії на висоті до 1800 м над рівнем моря, у Венесуелі на висоті до 1700 м над рівнем моря. В Еквадорі птахи локально спостерігалися на висоті 2500 м над рівнем моря.
Цакатли живляться нектаром різноманітних квітучих рослин, чагарників і дерев, а також дрібними комахами, їх часто можна побличити поблизу штучних годівниць для колібрі та на кавових і бананових плантаціях. Агресивно захищають кормові території. Сезон розмноження у цакатлів триває з лютого по листопад. Гніздо чашоподібне, робиться з рослинних вологих, листя і павутиння, зовні покривається лишайниками і мохом, прикріплюється до тонкої горизонтальної гілки, на висоті до 6 м над землею. В кладці 2 білих яйця. Інкубаційний період триває 15-19 днів, пташенята покидають гніздо через 18-22 дні після вилуплення.